# Scrypt
In crittografia, scrypt è una funzione di derivazione di chiave basata su password creata da Colin Percival, in origine usata per il servizio di backup Tarsnap online backup service.
L'algoritmo fu progettato specificatamente per eseguire attacchi su hardware personalizzati su grande scala che richiedevano una grande quantità di memoria. Nel 2012. L'algoritmo scrypt fu pubblicato da IETF come bozza e preparato per diventare una RFC, ma da allora la cosa non ebbe seguito.
È usato come uno schema proof of work da alcune criptovalute come Litecoin, Dogecoin o Feathercoin.

## Implementazioni
- C#: cryptsharp
- Clojure: scrypt
- Go: scrypt, easy-scrypt
- Java: scrypt, scrypt (non-static)
- NodeJS: scrypt, js-scrypt
- PHP: php-scrypt (wrapper)
- Ruby: scrypt
- Perl: Crypt::Scrypt, Crypt::ScryptKDF
- Python: pyscrypt
- C: libscrypt
- R: rscrypt
- Haskell: scrypt

Scrypt è anche disponibile come eseguibile standalone.